# Илино (Ресан)
Илино (мкд. Илино) је насеље у Северној Македонији, у јужном делу државе. Илино припада општини Ресан.

## Географија
Насеље Илино је смештено у југозападном делу Северне Македоније. Од најближег већег града, Битоља, насеље је удаљено 50 km западно, а од општинског средишта 15 km северно.
Илино се налази у области Горње Преспе, области око западне и северне обале Преспанског језера. Насеље је смештено у невеликој долини Големе реке између Плакенске планине на североистоку и Галичице на југозападу. Надморска висина насеља је приближно 1.060 метара.
Клима у насељу је планинска због знатне надморске висине.

## Становништво
Илино је према последњем попису из 2002. године било без становника. 
Претежно становништво у насељу су били етнички Македонци.
Већинска вероисповест било је православље.